# Adolf Arenhold (Verwaltungsjurist)
Adolf Arenhold (* um 1803 in Hannover; † 1857 in Osterholz) war ein deutscher Verwaltungsjurist.

## Leben
Adolf Arenhold war einer der Söhne des Hofrats und Geheimen Kanzleirats Adolf Johann Gustav Arenhold (1768–1854). Er studierte ab 1821 Rechtswissenschaften an der Universität Göttingen und gehörte während seiner Studienzeit dem Corps Hannovera Göttingen an. Nach Beendigung des Studiums 1824 trat Arenhold in den Verwaltungsdienst des Königreichs Hannover ein. Er wurde 1826 Auditor im Amt Reinhausen und gleichem Jahr auch Kanoniker des Stifts St. Peter und Paul in Bardowick. 1830 war er Amtsassessor im Amt Hannover und gleichzeitig als Redakteur Beiträger zum hannoverschen Intelligenz-Comptoir. 1836 wurde er in das Amt Diepenau versetzt und 1845 nach Stolzenau an der Weser. 1853 wurde er Amtmann im Amt Osterholz, wo er 1856 in den Ruhestand trat und im Folgejahr starb.
Er heiratete Antonie Reiche und hatte mit dieser zwei Söhne. Sein jüngerer Bruder Lüder Arenhold war Amtmann im Amt Soltau.